# Burmeister & Wain

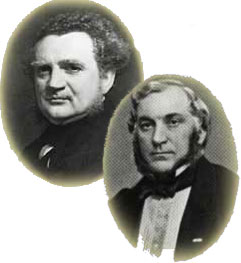
Burmeister en Wain

Burmeister & Wain (B&W) was tussen 1865 en 1980 een Deense scheepswerf en machinefabriek in de wijk Christianshavn van Kopenhagen.

## Geschiedenis
Het bedrijf werd opgericht door twee Denen en een Engelsman. Hans Heinrich Baumgarten (1806-1875) begon in 1843 een machinefabriek in Kopenhagen genaamd H.H. Baumgarten Company. Carl Christian Burmeister (1821-1898) werd in 1846 compagnon, waarna de naam werd gewijzigd in Baumgarten og Burmeister (B&B) en het bedrijf werd verplaatst naar de wijk Christianshavn. In 1861 trok Baumgarten zich terug, waarna Burmeister in 1865 een partnerschap aanging met William Wain (1819-1882) en men verderging onder de naam Burmeister & Wain (B&W). Wain had ervaring opgedaan bij onder andere de voorgangers van de Nederlandsche Dok en Scheepsbouw Maatschappij.
In 1872 werd het bedrijf omgezet in een naamloze vennootschap onder de naam A/S Burmeister & Wain, later werd de naam Burmeister & Wains Maskin- og Skibsbyggeri (B&W). In de jaren zeventig van de twintigste eeuw ging het bergafwaarts met het bedrijf en in 1979 moest de scheepswerf gesloten worden. De motorenafdeling werd in 1980 overgenomen door het Duitse bedrijf MAN en ging aanvankelijk verder als MAN B&W Diesel A/S, tegenwoordig MAN Diesel & Turbo.
De voormalige bedrijfsterreinen worden sindsdien herontwikkeld tot nieuwe wijken met kantoren en woningen.

## Producten
Het eerste stoomschip werd in 1847 opgeleverd. In 1858 bouwde B&W het eerste in Denemarken gebouwde ijzeren schip. In 1890 begon men met de bouw van motoren, in 1898 verkreeg men van Rudolf Diesel de exclusieve rechten voor de bouw van dieselmotoren in Denemarken. In 1904 werd de eerste dieselmotor geleverd en in 1911 bouwde B&W een van de eerste door dieselmotoren voortgestuwde zeegaande schepen ter wereld, het vracht/passagiersschip Selandia.
B&W bouwde veel schepen voor de grotere Deense rederijen, waaronder Dampskibsselskabet paa Bornholm af 1866.
in 1893 verkreeg de werf de fel begeerde opdracht voor de bouw van het prestigieuze Russische keizerlijke Jacht Standart dat in September 1896 werd afgeleverd aan de Russische Keizerlijke Marine. Enkele jaren later volgde nog een opdracht uit keizerlijk Rusland; ditmaal een kruiser, de Boyarin.